# Centrum Lokomotywa
Centrum Lokomotywa is een organisatie en een school, die de instandhouding van het Pools en de bevordering van de internationale culturele samenwerking tussen Polen en Nederland tot doel heeft. Het is een non-profitorganisatie die samenwerkt met de Faculteit voor Slavistiek aan de Universiteit van Amsterdam. De Poolse school gebruikt ruimte in het Cygnus Gymnasium in Amsterdam-Oost voor haar activiteiten. De school werd mede opgericht in 2011 door Marta van der Haagen, Monika Fennema, Beata Werwińska, Bożena Kopczyńska. Kopczyńska was ook de voorzitster van de organisatie 2012-2023. Heden is Marta van der Haagen weer voorzitter.
De belangrijkste activiteit van het Centrum Lokomotywa is het geven van onderwijs in de Poolse taal, cultuur, geschiedenis en aardrijkskunde. Daarnaast zijn integratie en de internationale samenwerking en de verdieping van de relatie tussen de landen Nederland en Polen belangrijke activiteiten van de organisatie.